# Igor Anić
Igor Anić (Mostar, BiH, 12. lipnja 1987.) je francuski rukometaš podrijetlom iz BiH i reprezentativac francuske rukometne reprezentacije koji igra na poziciji pivota. Trenutačno nastupa za francuski Cesson Rennes MHB.

## Karijera

### Klupska karijera
Započevši profesionalnu karijeru u Montpellieru 2003. godine, Igor Anić je u četiri godine igranja za klub osvojio tri francuska prvenstva te dva kupa i četiri superkupa. Nakon toga, 2007. prelazi u njemački THW Kiel s kojim je 2010. osvojio rukometnu Ligu prvaka. Tu su još tri uzastopna naslova prvaka Bundeslige te osvajanje europskog i njemačkog Superkupa.
2010. prešao je iz Kiela u VfL Gummersbach.

### Reprezentativna karijera
Iako rođen u Mostaru, Anić je nakon četiri godine igranja za Montpellier HB stekao francusko državljanstvo te je danas francuski reprezentativac. Svoj debi za Francusku imao je 21. lipnja 2009. u utakmici protiv Latvije.

## Osvojeni trofeji

### Klupski trofeji
| Francuska      | Francuska           | Francuska       |
| Klub           | Natjecanje          | Sezona (godina) |
| -------------- | ------------------- | --------------- |
| Montpellier HB | Francusko prvenstvo | 2004.           |
| Montpellier HB | Francusko prvenstvo | 2005.           |
| Montpellier HB | Francusko prvenstvo | 2006.           |
| Montpellier HB | Francuski kup       | 2005.           |
| Montpellier HB | Francuski kup       | 2006.           |
| Montpellier HB | Liga kup            | 2004.           |
| Montpellier HB | Liga kup            | 2005.           |
| Montpellier HB | Liga kup            | 2006.           |
| Montpellier HB | Liga kup            | 2007.           |
| Njemačka       |                     |                 |
| THW Kiel       | Liga prvaka         | 2010.           |
| THW Kiel       | Europski Superkup   | 2007.           |
| THW Kiel       | Europski Superkup   | 2010.           |
| THW Kiel       | Njemačko prvenstvo  | 2008.           |
| THW Kiel       | Njemačko prvenstvo  | 2009.           |
| THW Kiel       | Njemačko prvenstvo  | 2010.           |
| THW Kiel       | Njemački kup        | 2008.           |
| THW Kiel       | Njemački kup        | 2009.           |
| THW Kiel       | Njemački Superkup   | 2008.           |

## Vanjske poveznice
- Igor Anić (fr.Wiki)